# Santa Maria do Pará
Santa Maria do Pará è un comune del Brasile nello Stato del Pará, parte della mesoregione del Nordeste Paraense e della microregione Bragantina.